# Carria dreisbachi
Carria dreisbachi är en stekelart som beskrevs av Henry Keith Townes, Jr. 1959. Carria dreisbachi ingår i släktet Carria och familjen brokparasitsteklar.

## Underarter
Arten delas in i följande underarter:
- C. d. californica
- C. d. montana